# 2002-es Superbike-világbajnokság
A 2002-es Superbike-világbajnokság volt a tizenötödik szezon a sportág történetében. Az március 10-én kezdődő és szeptember 29-én végződő bajnokságot az amerikai Colin Edwards nyerte.

## Versenynaptár
|    | Dátum          | Helyszín                | Versenypálya   | 1. verseny győztese | 2. verseny győztese | Beszámoló |
| -- | -------------- | ----------------------- | -------------- | ------------------- | ------------------- | --------- |
| 1  | Március 10.    | Spanyolország           | Valencia       | Troy Bayliss        | Troy Bayliss        | Riport    |
| 2  | Március 24.    | Ausztrália              | Phillip Island | Troy Bayliss        | Troy Bayliss        | Riport    |
| 3  | Április 7.     | Dél-afrikai Köztársaság | Kyalami        | Troy Bayliss        | Troy Bayliss        | Riport    |
| 4  | Április 21.    | Japán                   | Sugo           | Colin Edwards       | Tamada Makoto       | Riport    |
| 5  | Május 12.      | Olaszország             | Monza          | Troy Bayliss        | Troy Bayliss        | Riport    |
| 6  | Május 26.      | Egyesült Királyság      | Silverstone    | Colin Edwards       | Colin Edwards       | Riport    |
| 7  | Június 9.      | Németország             | Lausitz        | Troy Bayliss        | Troy Bayliss        | Riport    |
| 8  | Június 23.     | San Marino              | Misano         | Troy Bayliss        | Troy Bayliss        | Riport    |
| 9  | Július 14.     | USA                     | Laguna Seca    | Troy Bayliss        | Troy Bayliss        | Riport    |
| 10 | Július 28.     | Egyesült Királyság      | Brands Hatch   | Colin Edwards       | Colin Edwards       | Riport    |
| 11 | Szeptember 1.  | Németország             | Oschersleben   | Colin Edwards       | Colin Edwards       | Riport    |
| 12 | Szeptember 8.  | Hollandia               | Assen          | Colin Edwards       | Colin Edwards       | Riport    |
| 13 | Szeptember 29. | Olaszország             | Imola          | Colin Edwards       | Colin Edwards       | Riport    |

## Végeredmény

### Versenyző
| 1  | Colin Edwards        | Honda VTR1000 SP2  | Castrol Honda             | 552 |
| 2  | Troy Bayliss         | Ducati 998 F02     | Ducati Infostrada         | 541 |
| 3  | Neil Hodgson         | Ducati 998 F01     | HM Plant Ducati           | 326 |
| 4  | Noriyuki Haga        | Aprilia RSV 1000   | Playstation2-FGF Aprilia  | 278 |
| 5  | Ben Bostrom          | Ducati 998 F02     | Ducati L&M                | 261 |
| 6  | Rubén Xaus           | Ducati 998 F02     | Ducati Infostrada         | 249 |
| 7  | James Toseland       | Ducati 998 F01     | HM Plant Ducati           | 195 |
| 8  | Pierfrancesco Chili  | Ducati 998 RS      | Ducati NCR Axo            | 167 |
| 9  | Chris Walker         | Kawasaki ZX-7RR    | Kawasaki Racing           | 152 |
| 10 | Gregorio Lavilla     | Suzuki GSX-R 750 Y | Alstare Suzuki Corona     | 130 |
| 11 | Broc Parkes          | Ducati 998 RS      | Ducati NCR Parmalat       | 77  |
| 12 | Juan Borja           | Ducati 998 RS      | Spaziotel Racing          | 74  |
| 13 | Lucio Pedercini      | Ducati 998 RS      | Pedercini                 | 71  |
| 14 | Hitoyasu Izutsu      | Kawasaki ZX-7RR    | Kawasaki Racing           | 62  |
| 15 | Marco Borciani       | Ducati 998 RS      | Pedercini                 | 55  |
| 16 | Steve Martin         | Ducati 998 RS      | DFX Racing Ducati Pirelli | 52  |
| 17 | Eric Bostrom         | Kawasaki ZX-7RR    | Kawasaki Racing           | 49  |
| 18 | Tamada Makoto        | Honda VTR1000 SP2  | Cabin Honda               | 45  |
| 19 | Mauro Sanchini       | Kawasaki ZX-7RR    | Kawasaki Bertocchi        | 41  |
| 20 | Alessandro Antonello | Ducati 998 RS      | DFX Racing Ducati Pirelli | 38  |
| 21 | Shany Byrne          | Ducati 998 RS      | Renegade Ducati           | 30  |

| 22 | Peter Goddard     | Benelli Tornado 900 | Benelli Sport         | 23 |
| 23 | Akira Yanagawa    | Kawasaki ZX-7RR     | Kawasaki Racing       | 20 |
| 24 | Aaron Yates       | Suzuki GSX-R 750 Y  | Yoshimura Suzuki      | 17 |
|    | Serafino Foti     | Ducati 996 RS       | Pedercini             | 17 |
| 26 | Nicky Hayden      | Honda VTR 1000      | American Honda        | 16 |
|    | Wataru Yoshikawa  | Yamaha YZF-R7       | YSP Racing & PRESTO   | 16 |
| 28 | Mark Heckles      | Honda VTR 1000 SP2  | Castrol Honda Rumi    | 15 |
| 29 | Takeshi Tsujimura | Yamaha YZF-R7       | YSP Racing & PRESTO   | 12 |
| 30 | Michael Rutter    | Ducati 998 RS       | Renegade Ducati       | 11 |
|    | Ivan Clementi     | Kawasaki ZX-7RR     | Kawasaki Bertocchi    | 11 |
| 32 | Doug Chandler     | Ducati 998 R        | HMC Ducati Racing     | 10 |
| 33 | Mat Mladin        | Suzuki GSX-R 750 Y  | Yoshimura Suzuki      | 6  |
| 34 | Alex Hofmann      | Kawasaki ZX-7RR     | Kawasaki Racing       | 4  |
|    | Alessandro Valia  | Ducati 996 R        | Ass. Sportiva Bassani | 4  |
| 36 | Michele Malatesta | Ducati 996 RS       | Pro.Con.              | 3  |
|    | Bertrand Stey     | Honda VTR1000 SP1   | White Endurance       | 3  |
| 38 | Dean Ellison      | Ducati 996 RS       | D & B Racing          | 2  |
|    | Glen Richards     | Kawasaki ZX-7RR     | Hawk Kawasaki         | 2  |
| 40 | Yuichi Takeda     | Honda VTR1000 SP2   | Sakurai Honda         | 1  |
|    | Jerónimo Vidal    | Honda VTR1000 SP1   | White Endurance       | 1  |

### Gyártó
| 1 | Ducati   | 575 |
| 2 | Honda    | 557 |
| 3 | Aprilia  | 278 |
| 4 | Kawasaki | 208 |
| 5 | Suzuki   | 147 |
| 6 | Benelli  | 23  |
| 7 | Yamaha   | 16  |